# Australia na Zimowych Igrzyskach Olimpijskich 1960
Australię na Zimowych Igrzyskach Olimpijskich 1960 reprezentowało 30 sportowców. Chorążym ekipy był Vic Ekberg.

## Skład kadry

### Narciarstwo alpejskie
Mężczyźni
- Bill Day
  - Zjazd – 52. miejsce
  - Supergigant – 41. miejsce
  - Slalom – nie ukończył

- Peter Brockhoff
  - Zjazd – 57. miejsce
  - Supergigant – nie ukończył
  - Slalom – 30. miejsce

Kobiety
- Christine Davy
  - Zjazd- 27. miejsce
  - Supergigant – 32. miejsce
  - Slalom – 29. miejsce

### Biegi narciarskie
Mężczyźni
- Richard Walpole
  - 15 km stylem klasycznym – 51. miejsce

### Łyżwiarstwo figurowe
Mężczyźni
- Tim Spencer
  - Indywidualnie – 17. miejsce

- Bill Cherrell
  - Indywidualnie – 18. miejsce

Kobiety
- Aileen Shaw
  - Indywidualnie – 25. miejsce

- Mary Wilson
  - Indywidualnie – 26. miejsce

Miks
- Jacqueline Mason i Mervyn Bower
  - Pary sportowe – 12. miejsce

### Hokej na lodzie
Mężczyźni
- Robert Reid
- Noel McLoughlin
- Basil Hansen
- John Nicholas
- Ken Wellman
- Vic Ekberg
- Russell Jones
- Ivo Vesely
- John Thomas
- Clive Hitch
- Noel Derrick
- Dave Cunningham
- Peter Parrott
- Ben Acton
- Ken Pawsey
- Ron Amess
- Steve Tikal
  - zajęli 9. miejsce

### Kombinacja norweska
Mężczyźni
- Hal Nerdal
  - Indywidualnie – 31. miejsce

### Łyżwiarstwo szybkie
Mężczyźni
- Colin Hickey
  - 1000 m – 13. miejsce
  - 1500 m – 14. miejsce

- Roy Tutty
  - 1000 m – 35. miejsce
  - 1500 m – 37. miejsce